# Berthold Poll
Berthold Poll (* vor 1326; † nach 1349) war ein österreichischer Politiker, Enkelsohn des ersten urkundlich erwähnten Bürgermeister Wiens, Konrad Poll und Sohn von Niklas Poll, der von 1313 bis 1315 und 1324 bis 1327 Bürgermeister von Wien war. Berthold Poll trat ebenfalls in deren Fußstapfen und war von 1338 bis 1339 das Stadtoberhaupt von Wien.

## Leben und Wirken
Berthold Poll (* vor 1326, + nach 1349) wurde als Sohn des mehrjährigen Wiener Bürgermeisters Niklas Poll geboren. Bereits sein Großvater, ein reicher Großgrundbesitzer, wird als erster urkundlich erwähnter Bürgermeister von Wien genannt. Im Jahre 1338 trat er in die Fußstapfen seines Vaters und seines Großvaters und löste Konrad von Eslarn, dessen Familie ebenfalls bereits mehrfach das Wiener Bürgermeisteramt innehatte, als Bürgermeister von Wien ab. In diesem Amt war er schließlich bis ins darauffolgende Jahr aktiv, ehe er durch Konrad Wiltwerker abgelöst wurde. Als seine erste Frau wird zumindest zwischen 1330 und 1338 Margret Chitzel erwähnt. Seine zweite Frau Katrei wird erstmals urkundlich im Jahre 1345 erwähnt. Katrei war die Tochter von Ulreich Zeller, dem Küchenmeister der Herzogin Johanna. Dem Patrizier-Geschlecht der Poll gehörte unter anderem auch Stefan Poll († 1425–1430), ein weiterer Stadtpolitiker Wiens, an.
1344 wird in einer Urkunde des Stiftes Klosterneuburg bezeugt, dass ein Berthold Poll mehrere Gründe im Gebiet „In der Rein“ käuflich erworben hat. „Rein“ war zu dieser Zeit die Bezeichnung für eine Senke bzw. Mulde, die landwirtschaftlich als Acker- oder Weinbaugründe genutzt wurde. 1360 sind diese Gründe „In der Rhein“ als „Reintal“ nachgewiesen. 1411 findet sich dann die erstmalige Nennung einer Siedlung mit Namen „Reindorf“  (heute: 15. Wiener Bezirk Rudolfsheim-Fünfhaus).